# دوري الدرجة الممتازة الأيرلندي 2012
دوري الدرجة الممتازة الأيرلندي 2012 (بالإنجليزية: 2012 League of Ireland Premier Division)‏ هو الموسم 92 من دوري الدرجة الممتازة الأيرلندي. أقيم خلال الفترة 2 مارس 2012 وحتى 26 أكتوبر 2012، وأشرف على تنظيمه اتحاد أيرلندا لكرة القدم، وكان عدد الأندية المشاركة فيه 12، وفاز فيه نادي سليغو روفرز.